# نیوس ایوانکوویچ
نیوس ایوانکوویچ (کرواتی: Nives Ivanković؛ زادهٔ ۱ ژوئن ۱۹۶۷) بازیگر اهل کرواسی است. وی از سال ۱۹۹۲ میلادی تاکنون مشغول فعالیت بوده‌است.